# TNT (Tanya Tucker)
TNT è un album della cantante statunitense Tanya Tucker, pubblicato dall'etichetta discografica MCA nel novembre 1978.
L'album, contenente diverse cover, è prodotto da Jerry Goldstein, che cura gli arrangiamenti.
Dal disco vengono tratti i singoli Texas (When I Die) e, l'anno seguente, I'm the Singer, You're the Song.

## Tracce

### Lato A
1. Lover Goodbye
2. I'm the Singer, You're the Song
3. Not Fade Away
4. Angel from Montgomery
5. Heartbreak Hotel

### Lato B
1. Brown Eyed Handsome Man
2. The River and the Wind
3. If You Feel It
4. It's Nice to Be with You
5. Texas (When I Die)